# Mosaic (informàtica)
|  | Aquest article tracta sobre un navegador web. Vegeu-ne altres significats a «mosaic». |

El navegador Mosaic o NCSA Mosaic va ser el segon navegador web gràfic disponible per visualitzar pàgines web en sistemes operatius com Unix, Macintosh i Microsoft Windows.
Va ser creat l'any 1993 de la mà de Marc Andreessen i Eric Bina, membres del National Center for Supercomputing Applications (NCSA). La primera versió (v1.0) funcionava en sistemes Unix i fou publicada el 22 d'abril de 1993. Va ser tal el seu èxit que l'agost de 1993 es van crear versions per a Microsoft Windows i Macintosh.
Mosaic es va convertir, juntament amb ViolaWWW, en un dels referents clàssics de la tecnologia World Wide Web. Va servir com a base per a les primeres versions de Mozilla Application Suite i Spyglass (posteriorment adquirit per Microsoft i reanomenat a Internet Explorer). La seva popularitat es va deure gràcies al funcionament del programari en diversos sistemes operatius, a la seva capacitat per accedir a serveis web mitjançant HTTP en la seva versió primitiva (HTTP 0.9), al seu aspecte gràfic i a la possibilitat d'accés addicional a Gopher, File Transfer Protocol (FTP) i Usenet News mitjançant NNTP.
Mosaic era programari amb drets d'autor de The Board of Trustees de la Universitat d'Illinois.
L'última versió per a Windows, NCSA Mosaic v3.0, data de 1996. Era capaç de renderitzar imatges PNG, a diferència de les imatges en format JPEG i GIF. El llenguatge per a documents web que interpretava era l'HTML 2. El gener de 1997 es va abandonar oficialment el desenvolupament d'aquest navegador per donar pas a Netscape Navigator (Pertanyent a l'empresa Netscape Communications, fundada pels mateixos creadors de Mosaic).